# Crema catalana

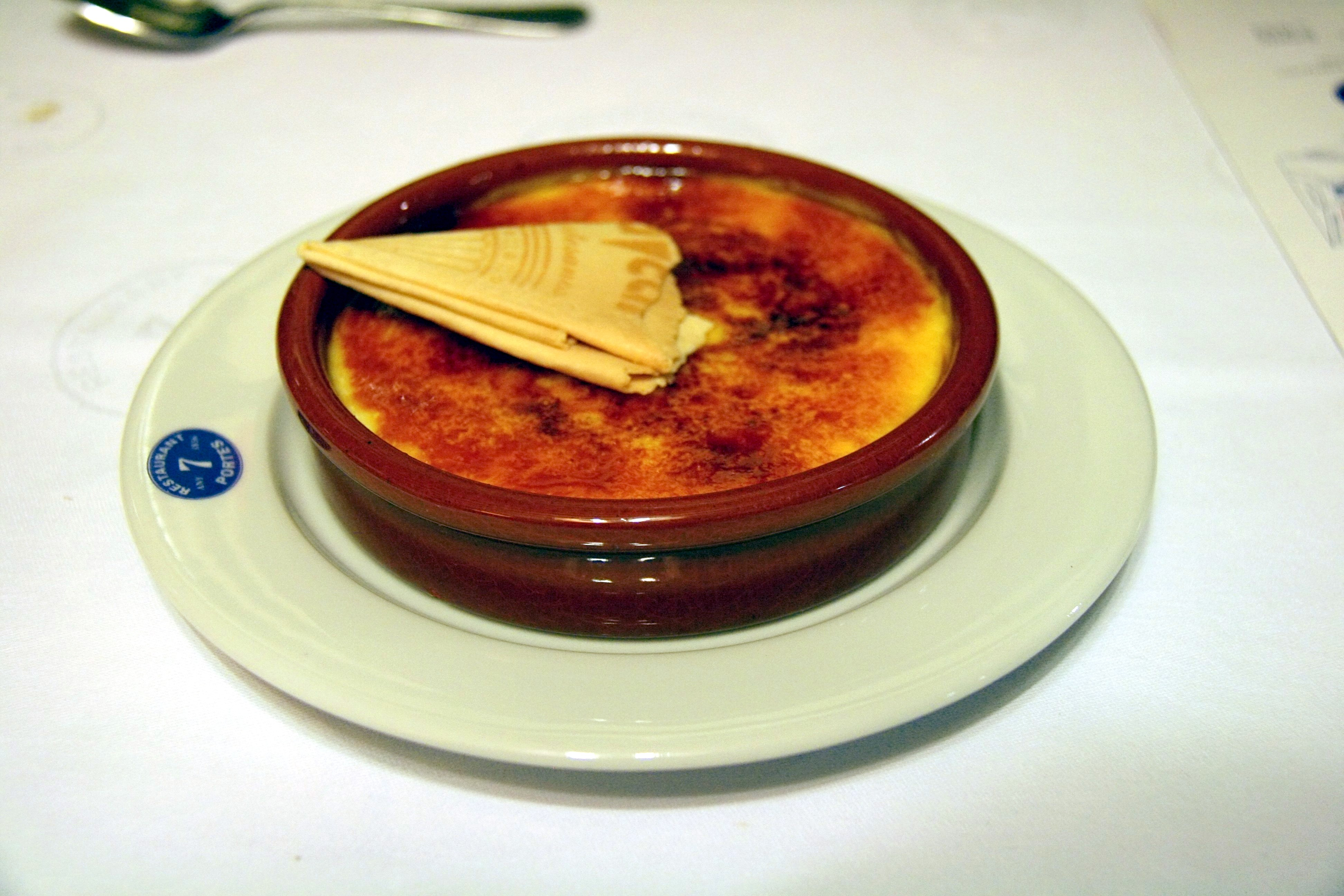
Crema catalana zoals geserveerd in een restaurant in Barcelona

Crema catalana (Spaans of Catalaans voor "Catalaanse room"), ook bekend als crema de Sant Josep (room van de Heilige Jozef), is een karakteristiek nagerecht uit de Spaanse regio Catalonië op basis van custard. Het behoort tot de hoogtepunten van de Catalaanse keuken.
Traditioneel wordt het gerecht op 19 maart bereid en gegeten, de dag van Sint-Jozef.
De precieze oorsprong van het toetje is onbekend. Crema catalana wordt in Catalonië door velen gezien als de voorloper van de Franse crème brûlée, alhoewel ook de Fransen en de Engelsen aanspraak maken op de uitvinding van dit nagerecht. De bereiding en ingrediënten verschillen: crema catalana wordt in een pan op het vuur bereid. In crema catalana wordt meer melk gebruikt en in crème brûlée meer room. Bij een crème brûlée is een smaakmaker vanille, terwijl crema catalana op smaak wordt gebracht met een kaneelstokje en de schil van een citroen.
Het nagerecht wordt meestal in platte aarden schaaltjes geserveerd. Voor serveren wordt een laagje suiker met een speciaal spiraalvormig ijzer gebrand. De suiker wordt dan gekaramelliseerd en vormt een dun, hard laagje op de room. Voor het karamelliseren van de suiker zijn verschillende apparaten beschikbaar. De originele brander moet eerst in het vuur gehouden worden tot hij gloeiend heet is voordat hij dicht boven de crema catalana wordt gehouden. Tegenwoordig worden er vooral elektrische ijzers gebruikt, of een gasbrander.

## Ingrediënten
- melk
- eierdooiers
- room
- citroenschil
- kaneelstokje
- suiker
- bindmiddel